# 2012年中国多地区强降雨
2012年中国多地区强降雨是指，2012年7月中下旬发生在华北地区、东北地区、四川盆地、西北地区、华南地区等中国大部分地区的强降雨。据中华人民共和国财政部、国家减灾办初步统计，自7月20日以来的强降雨，截至7月23日12时，共造成了包括北京市、四川省、山东省等在内的全国17个省（区、市）623万人受灾，95人死亡，45人失踪，56.7万人被紧急转移或需要紧急生活援助，2.9万间房屋倒塌，5.5万间房屋不同程度受损。

## 各地灾情

### 华北地区

#### 北京市
2012年7月21日至22日8时左右，北京市及其周边地区遭遇61年来最强暴雨。在持续大约一天的暴雨中，一共转移56933人。截至26日晚间，京区域共发现77具遇难者遗体，其中66人身份已经得到确认，11人身份正在确认之中，因公殉职5人。在已经确定身份的66名遇难者中（除因公殉职），遇难者中36人为男性，25人为女性，其中溺水死亡46人，触电死亡5人，房屋倒塌致死3人，泥石流致死2人，创伤性休克致死2人，高空坠物致死2人，雷击致死1人。在受灾最严重的房山区，共死亡38人。位于北京西南的房山区是受灾最严重的地区，降雨量达到了460毫米。截止22日凌晨2时，北京全市平均降雨量164毫米，城区平均降雨量212毫米，降雨最大点在房山区河北镇，降雨量519毫米。这些数据都超过1951年有气象记录以来的最大值。

#### 天津市
7月21日晚间至22日，天津市平均降雨量为98.6毫米，是1978年以来历史同期的最高记录，宝坻区大白庄降雨量达294.7毫米，是本次天津市强降雨的最大降雨量，市区最大降雨量也已经达到了137.4毫米。市区内共出现18处积水，北部区县农田积水达236万亩，共转移4.57万人，其中蓟县转移了292户、1106名群众和260名游客。强降雨造成天津市出现部分通信故障，其中以蓟县的情况最为严重，在工作人员的抢修下，所有通讯故障已经恢复。

#### 河北省
强降雨主要发生在7月21日和22日，共造成32人死亡，20人失踪，受灾人口266.92万人，转移安置22.66万人，农作物受灾面积170.71千公顷，绝收面积22.29千公顷，倒塌房屋28539间，损坏房屋44339间，部分县电力、交通、通讯等基础设施损毁十分严重，因灾造成直接经济损失100.63亿元。在受灾最严重的保定市共造成26人死亡，20人失踪，受灾人口超过80万，房屋倒塌11520间，全市农作物受灾总面积57万亩，其中绝收5万亩。涞源、涞水两县日均降雨量高达213毫米，是1958年保定市有气象记录以来降雨强度最大的一次。其中，以涞源县最为严重，强降雨引发的特大洪涝灾害使3个自然村被夷为平地，5个自然村的2700人被困，受灾人口7.5万人，直接经济损失9.6亿元，共疏散2.5万名群众，其中1.3万群众被各村村委办公室、戏台、学校等地安置，此次强降雨也是当地自1956年有气象记录以来最大的一次降水。强降雨也使得涞水、涞源等地近百个村庄交通、通讯中断。强降雨造成涞源县白石山景区内基础设施损失严重，涞源十瀑峡、易县千佛山等10余个景区关闭，野三坡景区，多年建设的交通、供水、供电、通信等基础设施基本冲毁，景区全部瘫痪。

#### 陕西省
强降雨主要发生在7月20日晚间至22日，陕蒙交界的新庙站降雨量为176.2毫米，府谷哈镇站144.6毫米，均为有记录以来的最高记录。该次强降雨共造成3人死亡，14人失踪，8.86万人受灾，转移安置6500多人，直接经济损失1.2亿元，并迎来今年以来黄河干流最大洪水，宝成铁路陕西境内巨亭至灭火沟站间等多地发生山体塌方，强降雨所引发的积水也造成当地多处发生交通堵塞。
2012年7月27日至28日，陕西榆林再次遭遇大暴雨袭击，榆林全市41.3万人受灾，死亡18人，失踪12人，直接经济损失6.33亿元。榆林市包括302省道，204省道，210国道灾难公路干线严重水毁。榆林火车站滞留旅客2300多人。据媒体了解，排水沟口径小时造成林内涝的重要原因。。
受27至28日暴雨影响，黄河陕西和山西交界干流出现1989年来最大洪峰，27日11时42分黄河吴堡水文站出现5340立方米每秒的超警戒洪水，当日13时上涨到10600立方米每秒的最大洪峰流量，为1989年以来最大洪水过程。为此相关部门紧急组织下游滩区人员撤离。。

#### 内蒙古自治区
强降雨造成5人死亡，其中4人为G7高速公路公棚内的工人，1人为呼和浩特市新城区哈拉更村村民。

### 西南地区

#### 四川省
强降雨主要发生在7月20日晚至22日，强降雨造成金沙江、雅砻江、青衣江、沱江、大渡河和岷江等四川境内主要江河发生不同程度洪水，导致长江干流上游泸州段出现新中国成立以来最大洪水，最大降雨量为沐川县芹菜坪站的263毫米，宜宾、泸州两市受灾严重，城区沿江滨河路不同程度受淹，有的地方进水深度达到3米以上，安全转移群众15万人。

#### 云南省
强降雨主要发生在7月25日和26日。在西双版纳傣族自治州，暴雨造成该州关累镇、勐龙镇、勐混镇、打洛镇等多个乡镇不同程度受灾，截至26日21时30分已至少造成4人受伤，130余户房屋被淹没，多条道路塌方，多座桥梁被冲毁，勐腊县３个村组失去联系。

### 西北地区

#### 甘肃省
黄河上游在7月连续降雨，上游龙头水库龙羊峡水位已经超警戒水位，开始向下游泄洪。甘肃境内的刘家峡水库因此防汛压力剧增，7月27日9时，水库水位达1724.94米，比去年同期高出3.2米，且入库流量1993立方米/秒，出库流量1611立方米/秒，为此刘家峡加大了泄洪力度。。

### 华南地区
发生在华南地区的强降雨主要受台风韦森特影响，降雨主要发生在7月21日至26日。

#### 广东省
截止7月24日17时，该次强降雨共造成3人死亡，6人失踪，49.7万人受灾，7.5万人被转移安置或需其他紧急生活救助，500多间房屋倒塌，农作物受灾13.6千公顷，其中绝收面积800余公顷，直接经济损失1.8亿元。在台风登陆地点台山市，全市受灾人口38554人，倒塌房屋79间，受灾农作物11.87万亩。同时，遭受台风正面影响的广东电网共1435条线路发生跳闸，停电台区10477个，713640户用户停电。在深圳市龙岗区，强降雨引发了山体滑坡，但未造成人员伤亡。在台风登陆期间，深圳交警共取消了因积水借道公交车道行驶等4类违法行为的处罚。

#### 广西壮族自治区
该次强降雨共造成受灾人口2.18万人，1665人被转移安置；农作物受灾面积0.18千公顷，其中绝收面积0.08千公顷；倒塌农房143间，严重损坏农房13间。

#### 海南省
受台风“韦森特”外围云系影响，琼州海峡受于22日18时起全线停航，海口美兰机场部分飞往深圳方向的航班被取消，部分广西方向飞来的进港航班延误。截至24日14时，三亚凤凰国际机场共延误航班47班，取消航班17班。强降雨也造成了海口市多条路段被雨水淹没。